# Sphaerionotus
Sphaerionotus is een muggengeslacht uit de familie van de langpootmuggen (Tipulidae).

## Soorten
- S. curtipennis de Meijere, 1919
- S. fasciatus Edwards, 1928
- S. vittatus Edwards, 1933